# ضیاآباد (فراهان)
ضیاآباد روستایی در دهستان تلخاب بخش خنجین شهرستان فراهان استان مرکزی ایران است.

## جمعیت
بر پایه سرشماری عمومی نفوس و مسکن در سال ۱۳۹۵ جمعیت این مکان ۳۳۸ نفر (۱۱۵خانوار) بوده‌است.